# Romain (Jura)
Romain település Franciaországban, Jura megyében. Lakosainak száma 237 fő (2022. január 1.). Romain Rouffange, Louvatange, Étrabonne, Mercey-le-Grand, Gendrey, Taxenne és Dampierre községekkel határos.

## Népesség
A település népessége az elmúlt években az alábbi módon változott:
| Lakosok száma | 110  | 101  | 132  | 189  | 206  | 207  | 204  | 210  | 212  | 237  |
|               | 1968 | 1982 | 1990 | 2006 | 2013 | 2015 | 2017 | 2019 | 2020 | 2022 |